# Hwang He-suk
Pour les articles homonymes, voir Hwang.
Hwang He-suk (hangeul : 황혜숙 ; RR : Hwang Hyesuk ; MR : Hwang Hyesuk), née le 9 décembre 1945, est une ancienne joueuse nord-coréenne de volley-ball.
Elle est médaillée de bronze aux Jeux de 1972.

## Carrière
Hwang est médaillée de bronze lors des Jeux olympiques d'été de 1972.

## Palmarès

### En équipe nationale
- Jeux olympiques
  -  1972 à Munich.